# Челсі Рей
Тара Рей Андерсон (англ. Tara Rae Anderson, нар. 28 вересня 1984, Ріверсайд, Каліфорнія, США), відома як Челсі Рей (англ. Chelsie Rae) — колишня американська порноакторка.

## Біографія
Народилася 28 вересня 1984 року в Ріверсайді. Має ірландські, норвезькі, іспанські і індіанські корені.
В порноіндустрію потрапила у 2005 році, у 21 рік. Один з перших порнофільмів — Black Dicks in White Chicks 12. Спеціалізується на сценах анального і міжрасового сексу.
У 2007 році зняла свій єдиний порнофільм в якості режисерки — I Love Black Dick 3.
У 2014 році покинула порноіндустрію, знявшись у 319 порнофільмах.

## Премії і номінації
| Рік  | Церемонія  | Результат | Номінація                        | Робота              |
| ---- | ---------- | --------- | -------------------------------- | ------------------- |
| 2008 | AVN Awards | Перемога  | Краща анальна сцена              | The Craving         |
| 2008 | AVN Awards | Номінація | Найскандальніша сексуальна сцена | Sperm Receptacles 2 |
| 2009 | AVN Awards | Номінація | Найскандальніша сексуальна сцена | American Gokkun 5   |
| 2009 | AVN Awards | Номінація | Найскандальніша сексуальна сцена | Milk Nymphos 2      |